# 六六法
六六法（chachakka），佛教術語，由眼、耳、鼻、舌、身、意六者，分別對應到根、塵、識、觸、受、愛六者組成，因此稱為六六法。

## 概論
六六法是由十二處進一步細分而成。